# 1951 en littérature de science-fiction
En 1951 la littérature de science-fiction a été marquée par les événements suivants.

## Romans

### Isaac Asimov

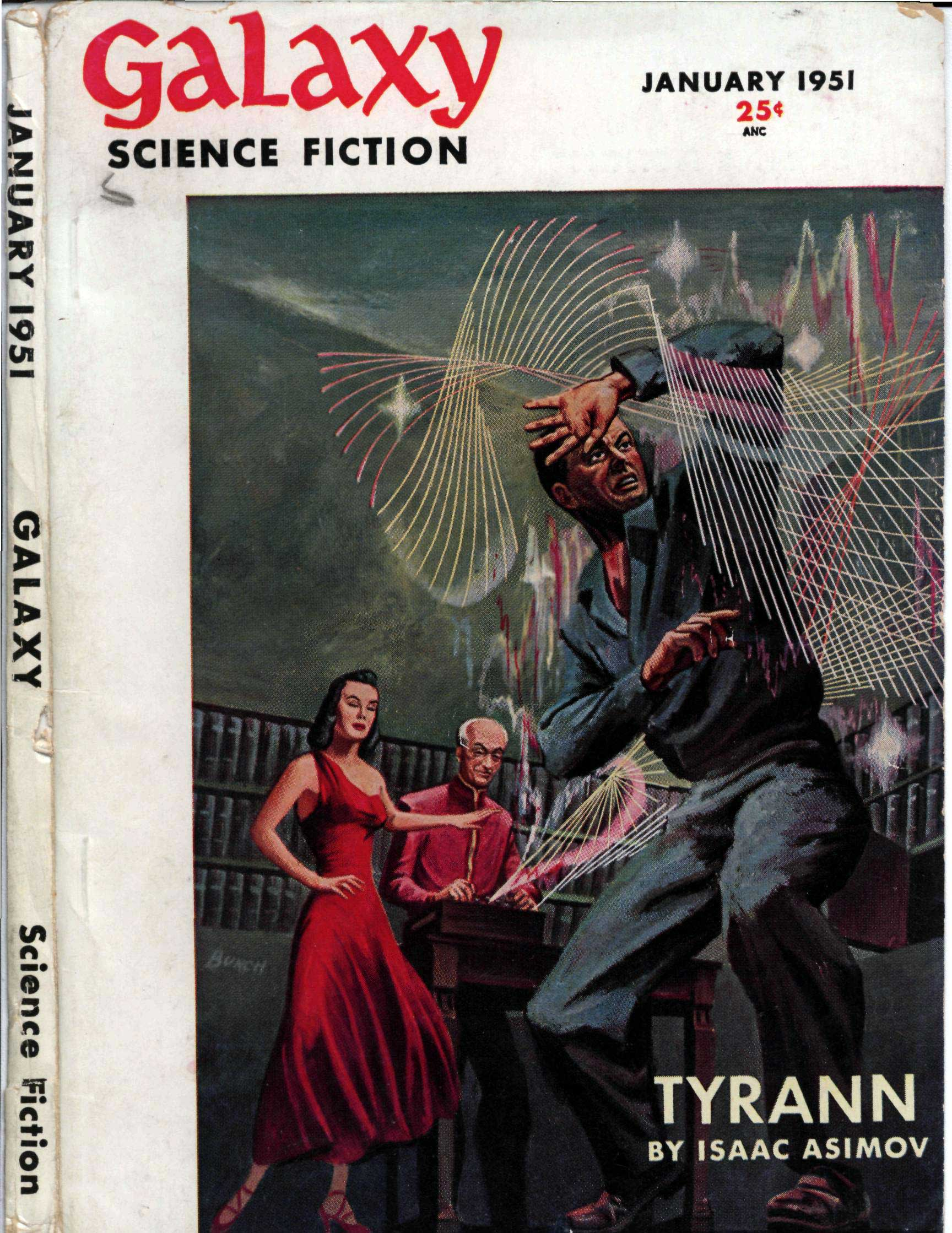
Couverture du magazine Galaxy Science Fiction de janvier 1951, où Tyrann est publié en feuilleton.

- Fondation
- Tyrann

### Robert Heinlein
- D'une planète à l'autre
- Marionnettes humaines
- La Planète rouge (roman)

## Recueils de nouvelles ou anthologies
- Une étoile m'a dit de Fredric Brown

## Nouvelles
- La Sentinelle, nouvelle d'Arthur C. Clarke
- Satisfaction garantie, nouvelle d'Isaac Asimov
- Sombre Interlude, nouvelle de Fredric Brown et Mack Reynolds
- Un système non-P, nouvelle de William Tenn
- L'Homme qui vendit la Lune, nouvelle de Robert Heinlein
- La Longue Marche des cornichons, nouvelle de Cyril M. Kornbluth